# Paola Rey
Paola Andrea Rey Arciniegas (San Gil, Santander, 19 de diciembre de 1979) es una actriz y modelo colombiana. Es conocida por interpretar a Jimena Elizondo en la telenovela Pasión de gavilanes y por su doble papel de Juliana Soler y Maritza Ferrer en La mujer en el espejo y ganadora de MasterChef Celebrity 2024 Temporada 6

## Biografía
Hija de José Domingo Rey y Cecilia Arciniegas, tiene una hermana llamada Alexandra y un hermano llamado José Alberto. En su juventud demostró ser muy inteligente, por lo que decidió estudiar ingeniería industrial. Sin embargo, abandonó su carrera para dedicarse por completo a su carrera de actriz televisiva.

## Carrera
Su debut llegó a sus 16 años de la mano de Fuego verde, serie colombiana en la que daba vida a Graciela, en el año 1996.
En 1998 entró a formar parte de una serie juvenil, Sin límites, y comenzó a rodar su segunda telenovela Corazón prohibido.
Durante los siguientes años comenzó a rodar varias telenovelas, entre las que se encuentran ¿Por qué diablos? y la que lanzó al estrellato a Paola, La baby sister, en la que da vida a Fabiana Rivera, y con la que recibe un gran reconocimiento mediático.
Tras varios años de grabaciones televisivos, el éxito llegó de la mano de la popular trama televisiva Pasión de gavilanes en la que daba vida a Jimena Elizondo, y compartía protagonismo con los actores Michel Brown y Juan Alfonso Baptista. Con este último rodó en 2004 La mujer en el espejo que la veía enredada en un doble papel, Juliana Soler y Maritza Ferrer..
En septiembre de 2005 concursó junto a sus compañeros de La mujer en el espejo en el programa de concursos venezolano La guerra de los sexos de Venevision, posteriormente en octubre del mismo año fue la encargada de protagonizar la portada de la revista masculina española Interviú.
En 2006 comenzó la grabación de su nueva telenovela, Amores de mercado, teniendo a su lado a actores como Michel Brown, Jorge Cao y Mauricio Islas. En esta novela da vida a Lucía Martínez, una mujer sencilla y trabajadora que debe sacar adelante a su hijo y que por azares del destino su vida se cruza con Diego Valdez (Michel Brown), un exfutbolista condenado a cinco años de cárcel por un crimen que no cometió. Ambos entablan un tormentoso romance con final feliz...
En el 2007 promovió Montecristo: Entre el amor y la traición compartiendo protagonismo con Juan Carlos Vargas. En este culebrón da vida a Laura Franco, una muchacha que sufrirá el tormento de perder al hombre que ama, Santiago. Esta telenovela sigue la línea del famoso libro El conde de Montecristo y de su antecesora argentina.
En 2008 participó en un capítulo de la serie Tiempo final, transmitida en Fox, reencontrándose en la actuación con Juan Alfonso Baptista.
En 2009 es elegida para ser la protagonista de la telenovela colombiana Las detectivas y el Víctor, en donde interpreta a una mujer de casa, que se da a la tarea de descubrir la infidelidad de su esposo un detective llamado Víctor, haciendo que ella tome el mismo oficio de su pareja, en la que comparte protagónico con el actor colombiano Gregorio Pernía.
En noviembre del 2014 se estrenó en Venezuela la película Espejos. En el 2012 protagoniza Pobres Rico con su personaje Mariela Siachoque, y en entre 2015 y 2016 protagonizó la adaptación latina de ER, llamada Sala de urgencias, con su personaje Carolina Hernández.
En 2024 participó y fue ganadora del de la sexta temporada del concurso de cocina MasterChef Celebrity Colombia.

## Vida personal
Tuvo un breve romance en 2002 con el cantante puertorriqueño Luis Fonsi. Actualmente está casada con el actor que conoció grabando la telenovela Montecristo Juan Carlos Vargas, con quien tiene dos hijos, Oliver, nacido en julio de 2013; y Leo, nacido en mayo de 2018. 
Es muy amiga del actor Juan Alfonso Baptista.

## Filmografía

### Televisión
| Año             | Título                     | Personaje                                  |
| --------------- | -------------------------- | ------------------------------------------ |
| 2025            | El novicio rebelde         | María Marta                                |
| 2024            | MasterChef Celebrity       | Ganadora                                   |
| 2019            | Las muñecas de la mafia    | Brenda Navarrete                           |
| 2015-2016       | Sala de urgencias          | Carolina Hernández                         |
| 2012-2013       | Pobres Rico                | Mariela Siachoque                          |
| 2009-2010       | Las detectivas y el Víctor | María Isabel "Chabela" Rodríguez Gutiérrez |
| 2007-2008       | Montecristo                | Laura Franco                               |
| 2006-2007       | Decisiones                 | Varios personajes                          |
| 2006-2007       | Amores de mercado          | Lucía Savater Martínez de Leyra            |
| 2004-2005       | La mujer en el espejo      | Juliana Soler / Maritza Ferrer             |
| 2003-2004, 2022 | Pasión de gavilanes        | Jimena Elizondo Acevedo de Reyes           |
| 2000-2001       | La Baby Sister             | Fabiana Estrella Rivera Chitiva            |
| 1999-2000       | ¿Por qué diablos?          | Jazmin 'Jaz' Cordero                       |
| 1998-1999       | Corazón prohibido          | Paola Andrea                               |
| 1998            | Sín límites                | Camila                                     |
| 1996-1998       | Fuego verde                | Graciela                                   |

## Cine
| Año  | Título                  | Personaje           |
| ---- | ----------------------- | ------------------- |
| 2019 | Sofía                   | Sofía               |
| 2017 | La Man Cave             | Pao                 |
| 2014 | Espejos                 | Inga                |
| 2002 | Como el gato y el ratón | Giovanna Cristancho |

## Premios y nominaciones

### Premios India Catalina
| Año  | Categoría                               | Telenovela o Serie         | Resultado |
| ---- | --------------------------------------- | -------------------------- | --------- |
| 2013 | Mejor actriz protagónica de telenovela  | Pobres Rico                | Nominada  |
| 2010 | Mejor actriz protagónica de telenovela  | Las detectivas y el Víctor | Nominada  |
| 2001 | Mejor actriz protagónica                | La Baby Sister             | Nominada  |
| 2000 | Mejor actriz de reparto                 | ¿Por qué diablos?          | Ganadora  |
| 1998 | Mejor actriz o actor revelación del año | Fuego verde                | Ganadora  |

### Premios TVyNovelas
| Año  | Categoría                              | Telenovela o Serie         | Resultado |
| ---- | -------------------------------------- | -------------------------- | --------- |
| 2013 | Mejor actriz protagónica de telenovela | Pobres Rico                | Nominada  |
| 2010 | Mejor actriz protagónica               | Las detectivas y el Víctor | Nominada  |
| 2006 | Mejor actriz protagónica               | La mujer en el espejo      | Nominada  |
| 2000 | Mejor actriz antagónica                | ¿Por qué diablos?          | Nominada  |
| 1997 | Mejor actriz revelación                | Fuego verde                | Ganadora  |

### Otros premios obtenidos
- Premio Dos de Oro en Venezuela a mejor actriz protagónica (compartido con Danna García y Natasha Klauss) por: Pasión de gavilanes.
- Premio Orquídea USA a mejor actriz protagónica (compartido con Danna García y Natasha Klauss) por: Pasión de gavilanes.
- Premio ACE NY al Rostro Femenino de la TV por: La mujer en el espejo.
- Premio Latin Pride a mejor Actriz por: Amores de mercado.
- Premio Mana por el Aporte a la Mujer.